# Montagny-lès-Buxy
Montagny-lès-Buxy è un comune francese di 225 abitanti situato nel dipartimento della Saona e Loira nella regione della Borgogna-Franca Contea.

## Società

### Evoluzione demografica
Abitanti censiti